# Municipio de Walker (condado de Henry)
El municipio de Walker (en inglés, Walker Township) es un municipio ubicado en el condado de Henry, Misuri, Estados Unidos. Según el censo de 2020, tiene una población de 212 habitantes.
Abarca una zona exclusivamente rural.

## Geografía
Está ubicado en las coordenadas 38°20′50″N 94°1′5″O / 38.34722, -94.01806. Según la Oficina del Censo de los Estados Unidos, tiene una superficie total de 93.70 km², de la cual 91.14 km² corresponden a tierra firme y 2.56 km² son agua.

## Demografía
Según el censo de 2020, hay 212 personas residiendo en la zona. La densidad de población es de 2.33 hab./km². El 90.09 % de los habitantes son blancos, el 2.83% son afroamericanos, el 0.94% son asiáticos, el 0.47% es de otra raza y el 5.67% son de una mezcla de razas. Del total de la población, el 2.83 % son hispanos o latinos de cualquier raza.